# Капілярно-протитечійне насичення
Капілярно-протитечійне насичення (від лат. capillaris – волосяний) ( рос. капиллярно-противоточное насыщение; англ. capillary countercurrent saturation; нім. Kapillarzuflusssättigung f) – процес, який проходить в гідрофільному середовищі і в результаті якого в зонах контактування нафти з водою, вода по дрібних порах під дією великого капілярного тиску проникає в нафтонасичену частину пласта, а нафта по великих порах при меншому капілярному тиску витісняється назустріч їй у водоносну частину.